# Magisters
Magisters – duet artystyczny tworzony w latach 2000-2001 przez dwóch absolwentów ASP w Poznaniu – Zbigniewa Rogalskiego i Huberta Czerepoka. 

## Twórczość
Zadebiutowali na wystawie Scena 2000 w CSW Zamek Ujazdowski w Warszawie. Ich prace były przesycone nastrojem absurdu i groteski. 

### Wybrane dzieła
Magisters stworzyli m.in.:
- seria fotografii Na srebrnym globie (2000)
- seria czarno-białych fotografii pt. Bardzo wysoki stopień (2001).
- cykl zdjęć Diabelski młyn (2003)

### Wystawy
2005 Egocentryczne. Niemioralne. Przestarzałe, Zachęta, Warszawa; 2003 RASTER. Aktuelle Kunst aus Polen, Junge Kunst Museum, Frankfurt/Oder; Inelastic collision, Institute of Contemporary Arts, Dunaujvaros; Pies w sztuce polskiej, Galeria Arsenał, Białystok; 2002 Dobrze/ In Ordnung, Kunstbuero, Wiedeń/Kulturzentrum bei den Minoriten, Graz; Rzeczywiście. Młodzi są realistami, CSW Warszawa; 2001 Na srebrnym globie, wyst. ind. Raster, Warszawa; Magisters. The greatest hits, wyst. ind. Galeria Asenał, Białystok; Rybie Oko, BGSW, Słupsk; Słubice-Poznań, wyst. ind. Galeria Prowincjonalna, Słubice; 2000 Scena 2000, CSW Warszawa.